# Атик џамија у Бијељини
Атик џамија јесте џамија у Бијељини, позната и као Царска џамија.

## Историја
Атик џамија је најстарија џамија у Бијељини. Спомиње се у писанима изворима име тадашњег владара султана Сулејмана Величанственог, по њему је и названа као Царска џамија. Џамија је саграђена између 1520. и 1566. године. У турско-аустријском рату од 1716. до 1718. године, становништво је џамију користило као одбрамбени објекат. Бијељина је заузета од Аустријанаца који су остали све до Београдског мира 1739. године. Џамија и хаман су тада према неким изворима били тешко оштећени. Након пада је бијељинска џамија одмах претворена у католичку цркву и све од 1718. до 1739. године је џамија служила као католичка црква. Након београдског мира Аустријанци су морали вратити Бијељину Османском царству. Тада је саграђен дрвени минарет и обновљена функција џамије. Нови минарет је изграђен 1893. године, а 1912. године је додата још једна шерефа и за још 10 метара повећана висина. На улазу џамије био је натпис о њеној обнови 1893. године. Крупним несхи писмом био је исклесан сљедећи текст: „Ова часна Султан Сулејманова џамија обновљена је 1311. године”. До почетка Другог свјетског рата постојало је старо мезарје уз Атик џамију, касније је власт забранила покопавање уз џамију, а тада је дио нишана пренесен на периферију града, а дио је утонуо. На широм простору мезарја су након Другог свјетског рата саграђени нови објекти. Приликом нивелације џамијског харема пред почетак Другог свјетског рата су нишани, од који су многи имали натписе, затрпани или уништени. Мали дио је преостало на јужној страни џамије. У близини Атик џамије у старој чаршији Бијељине налазило се турбе бинбаше Садик-бега. Турбе и џамија су срушени 13. марта 1993. године, а материјал је у цијелости однесен са простора џамијске цјелине. 2003. године су ископани остаци темеља старе џамије у току ископа за темеље нове џамије.
Џамија, односно њено мјесто и остаци градитељске цјелине, је од стане државне Комисије за очување националних споменика проглашена националним спомеником Босне и Херцеговине.
Обнова џамије је започела 2002. године а отворење обновљене џамије обављено је 16. аугуста 2014. године.
У петак 13. децембра 2002. године, првог дана рада на поновној изградњи Атик џамије у центру Бијељине, која је порушена 1993. године, радници су, вадећи старе темеље џамије ради постављања савременог бетонског темеља, наишли на средњовековне надгробне споменике с натписима. Музеј Семберије у Бијељини одмах је предузео заштитно археолошко ископавања, којим је руководио директор Музеја мр Мирко Бабић. Тада је формиран експертски тим у саставу: мр Мирко Бабић, проф. Енвер Имамовић, др Александар Ратковић, мр Милан Ђорђевић, мр Лидија Фекежа, Мирсад Сијарић. Ископавања су трајала 15 дана. Археолошка ископавања нису констатовала постојање старије цркве испод темеља џамије.

## Опис споменика

### Архитектура
Атик џамија припада типу једнопросторних џамија наткривених четвороводним кровом. Унутрашње димензије џамије износе 11,5 x 21,5 м са
зидовима дебљине 1,0 м. Висина објекта до стрехе је 7,55 м, а висина минарета 30,50 м.  Објекат има два појаса прозорских отвора. Минарет је зидан пуном опеком. Фасада џамије је малтерисана.